# Sunnyside (Oregon)
Sunnyside è un census-designated place (CDP) degli Stati Uniti d'America, situato nello stato dell'Oregon, nella contea di Clackamas. Secondo il censimento del 2000 gli abitanti di Sunnyside ammontavano a 6 791.